# 夜光雲のサリッサ
『夜光雲のサリッサ』（やこううんのサリッサ）は、松田未来原作、※Kome作画による日本のSF漫画。2020年第24回手塚治虫文化賞ノミネート作品。
月刊COMICリュウ（徳間書店）Webサイトにて、2017年11月13日より連載中。
※Komeにとって、本作の作画は初めての漫画の仕事である。

## 連載開始までの経緯
『月刊COMICリュウ』で松田が連載していた「SWIFT!」の終了後に担当編集者からゲーム『エースコンバット』のような戦闘機物はやれないかとの打診があった。松田自身の「メカ」を描いてきたこともあって異論はなかったが、切り口に苦慮する。高い空だけで戦う「怪獣もの」はこれまで無かったのではないかと思い至り、本作の設定となった。
空の上では孤独になるため、二人組の「バディもの」にしたほうが、ドラマも作りやすい。おっさん2人よりは、少年少女の組み合わせのほうがロマンチックであり、ごつい異形のパイロットと女の子で『美女と野獣』にする必要性は……と苦慮しているうちに、かつて撮影したステルス戦闘機の写真が目に留まり、「誰からもそこにいることが分からない女の子」という設定が降りてきた。

## あらすじ
後に「大火球」と呼ばれる火球が出現し、地球を1周した後に消滅した。それと同時に成層圏から中間圏にかけてを生息範囲とする巨大生命体「天翔体」が出現、人類の航空機を襲撃し始める。また、大火球出現の日に産まれた13人の子供は天翔体に対抗できる「能力」を持つ「火球の子（ファイアボール）」と呼ばれた。
隠忍は「火球の子」の1人であり、極端に「存在感がない」ため、存在を他者から認識できなくなるといった能力を有していた。隠忍ならば、ミサイルの発射圏内にまで近づき、天翔体に攻撃を加えることができるのである。
隠忍を認識できる唯一の男性・ダンクと共に戦闘機に乗り、隠忍は天翔体と戦う。

## 主な登場人物
隠 忍（なばり しのぶ）
主人公。存在感が非常に薄く、目の前にいても他者からは存在を認識されない少女。
ダンク
男性。隠忍の認識ができる。